# ماریا فارانتوری
ماریا فارانتوری (که گاهی ماریا فاراندوری نوشته می‌شود) (به یونانی: Μαρία_Φαραντούρη) زادهٔ ۲۸ نوامبر ۱۹۴۷ در آتن، خوانندهٔ یونانی و فعال سیاسی و اجتماعی‌ست. او با میکیس تئودوراکیس آهنگساز برجستهٔ یونانی همکاری مداوم داشته‌است. در دوران حکومت نظامیان بر یونان (۱۹۷۴–۱۹۶۷) ماریا فارانتوری به همراه تئودوراکیس ترانه‌های انقلابی می‌خوانده‌است. در ۱۹۷۱ به همراه گیتاریست استرالیایی جان ویلیامز «ترانه و قطعات گیتار از تئودوراکیس» را شامل هفت شعر از فدریکو گارسیا لورکا به اجرا درآورد.